# Lis Hartel
Lis Hartel (Copenhague, 14 de março de 1921 - Fredensborg, 12 de fevereiro de 2009) foi uma adestradora dinamarquesa. 

## Carreira
Lis Hartel representou seu país nos Jogos Olímpicos de 1952 e 1956, na qual conquistou a medalha de prata no adestramento individual em 1952 e 1956. 